# Houten Kop
Houten Kop is een Belgisch bier van hoge gisting.
Het bier wordt sinds 1988 gebrouwen in Brouwerij Strubbe te Ichtegem. Het is een amberkleurig bier met een alcoholpercentage van 6,5%. Het recept van dit bier werd ontworpen door vijf vrienden uit Zele, aangevoerd door Marc Vael die het “geheime kruidenmengsel” vroeger zelf tijdens het brouwen kwam toevoegen.